# Hakeldama
Hakeldama lub Hakeldamach (z aram., Pole Krwi) – jedno z miejsc znanych w starożytności i do dzisiaj istniejących w Jerozolimie; pole zakupione za pieniądze otrzymane przez Judasza Iskariotę za zdradzenie miejsca, w którym później pojmano Jezusa.
Hakeldama znajduje się na stoku wzgórza, który stromo schodzi w kierunku Doliny Gehenny, na południe od Starego Miasta, w pobliżu dzisiejszego greckiego monasteru św. Onufrego.
Nowy Testament dwa razy wspomina o tym miejscu: w Ewangelii Mateusza (por. Mt 27,3-10) oraz w Dziejach Apostolskich (por. Dz 1,16-20). W pierwszym tekście Mateusz szczegółowo podaje, iż Judasz opamiętał się i zwrócił 30 srebrników arcykapłanom i starszym. Ci nie chcieli ich przyjąć. Apostoł rzucił nimi w kierunku przybytku, we wnętrzu świątyni. Następnie powiesił się. Arcykapłani postanowili nie dawać ich do skarbca świątynnego. Zakupiono za nie tzw. Pole Garncarza, by na nim grzebać cudzoziemców. Drugi tekst autorstwa ewangelisty Łukasza, ucznia apostoła Pawła, precyzuje nazwę – Hakeldamach w tłumaczeniu Biblii Tysiąclecia – podaje, iż to sam Judasz kupił pole: Za pieniądze, niegodziwie zdobyte, nabył ziemię i spadłszy głową na dół, pękł na pół i wypłynęły wszystkie jego wnętrzności (Dz 1,18).
Nowotestamentalne Pole Garncarza bogate było w glinę o odcieniu czerwonym. Wytwarzano na nim prawdopodobnie naczynia gliniane.

## Obecność motywu biblijnego w kulturze zachodniej
- W wydanym w 1974 tomiku poetyckim Pan Cogito Zbigniew Herbert zamieścił utwór zatytułowany Hakeldama. Utwór ten jest ewidentnym odwołaniem do motywu biblijnego znanego z Nowego Testamentu.
- W 1975 powstał obraz Marcanciela Stuprò e Claudio Cintoli zatytułowany Aceldama.